# Fibularia nutriens
Fibularia nutriens is een zee-egel uit de familie Fibulariidae.
De wetenschappelijke naam van de soort werd in 1909 gepubliceerd door Hubert Lyman Clark.